# William Hay Macnaghten
William Hay Macnaghten, né le 24 août 1793 à Fort William (Calcutta) et mort (assassiné) le 23 décembre 1841 à Kaboul (Afghanistan), 1er baronnet Macnaghten, est administrateur britannique des Indes.

## Biographie

### Enfance et début de carrière
William Hay Macnaghten est le fils puîné de Francis Macnaghten (1763-1843) de Dundarave, Antrim, et de Letitia, fille aînée de sir William Dunkin de Clogher, juge à la cour suprême de Calcutta. Son père est adoubé alors qu'il est nommé à la cour suprême de Madras en 1809. Il est ensuite affecté à la cour suprême de Calcutta en 1815 avant de prendre sa retraite en 1825.
Après des études en Angleterre, William revint aux Indes en 1809 comme cadet de cavalerie. Il étudia alors les langues locales et apprit le persan, l'hindi, le tamoul, le télougou, le kannara et le marathi. Lors de son affectation en juin 1811 au 4e régiment de cavalerie de Hyderabad, il fit la rencontre de Henry Russell qui l'initia à la diplomatie indienne.
En octobre 1814, il quitta l'armée et devint en 1816 membre de l'administration civile du Bengale. Il se fit alors remarquer par son don des langues et par la publication de deux ouvrages juridiques de références : Principles and Precedents of Mohummudan Law (1825) et Principles and Precedents of Hindu Law (1828-1829). Ces livres constituent un important ajout au travail d'adaptation des règles coutumières et lois indiennes aux principes législatifs anglais et furent utilisés comme références par plusieurs générations de juges.

### La première guerre anglo-afghane
La carrière de Macnaghten connut un tournant en janvier 1831 quand le gouverneur général des Indes, lord William Bentinck, en fit un de ses secrétaires. Son successeur, George Eden, 1er baron Auckland, lui accordait une grande confiance, et Macnaghten commença à élaborer des plans pour l'Afghanistan. La succession du chef des Sikhs, Ranjît Singh, s'annonçant difficile, il pensait qu'il fallait prendre le contrôle de l'Afghanistan pour contrebalancer l'influence des Sikhs et s'en servir de tampon contre la Russie. En outre, l'émir d'Afghanistan, Dost Mohammad Khan, avait semblé prêter une oreille complaisante aux offres d'alliance émanant de la Russie, attitude que son rejet de l'ultimatum de lord Auckland semblait confirmer. Macnaghten proposa donc de renverser Dost Mohammad Khan et d'installer à sa place Shah Shuja, prétendant alors exilé à Ludhiana. Ce plan fut accepté par lord Auckland et par lord Palmerston à Londres, et Macnaghten, anobli pour l'occasion, fut désigné comme émissaire auprès de Shah Shuja. Alexander Burnes, bien que partisan du maintien de Dost Mohammad Khan au pouvoir, devenait son adjoint, et le lieutenant Eldred Pottinger un de ses assistants. Ainsi commença la première guerre anglo-afghane.
Les troupes anglaises se mirent en route en mars 1839. Kaboul fut prise le 23 juin 1839, et, deux semaines plus tard, Shah Shuja était installé sur le trône. Le 4 novembre 1840 Dost Mohammad Khan était fait prisonnier.
Au printemps 1840, Macnaghten voit arriver le capitaine Arthur Conolly, envoyé auprès de lui pour explorer les possibilités d'une poussée vers Balkh, afin de soumettre à l'autorité de Shah Shuja les tribus querelleuses entre Kaboul et Balkh. Apprenant l'échec des Russes de Vassili Perovski dans leur expédition vers Khiva, Macnaghten y voit une occasion à saisir, et envoie Conolly dans cette direction.
Après de bons débuts, la situation des Britanniques à Kaboul se dégrada, à la fois du point de vue militaire - les troupes étant harcelées par de brèves attaques - et financier. De plus, Shah Shuja se montrait peu habile et impopulaire. Dans un premier temps, les Britanniques ne prirent pas garde à la situation et William Hay Macnaghten fut récompensé pour son action par l'attribution en janvier 1840 du titre de baronnet, puis le 29 septembre 1841 par sa nomination comme gouverneur de Bombay.
La situation dégénéra le 2 novembre 1841 lorsque les Afghans lancèrent une révolte générale à Kaboul. La garnison britannique, dont le commandant, le major-général Elphinstone était cloué au lit et où les principaux officiers étaient en conflit, ne réussit pas à faire face. Alexander Burnes, résident anglais qui avait rang de colonel, fut tué et les troupes britanniques durent se réfugier dans la citadelle. William Hay Macnaghten négocia alors un retrait total des troupes anglaises d'Afghanistan. Mais ayant perdu la confiance de ses interlocuteurs, il fut tué le 23 décembre 1841 par Wazir Akbar Khan, fils de Dost Mohammad Khan, lors d'une entrevue. Les troupes britanniques se replièrent alors d'Afghanistan et furent massacrées au cours de leur retraite, en janvier 1842, lors de la bataille de Gandamak.